# Giessenlanden

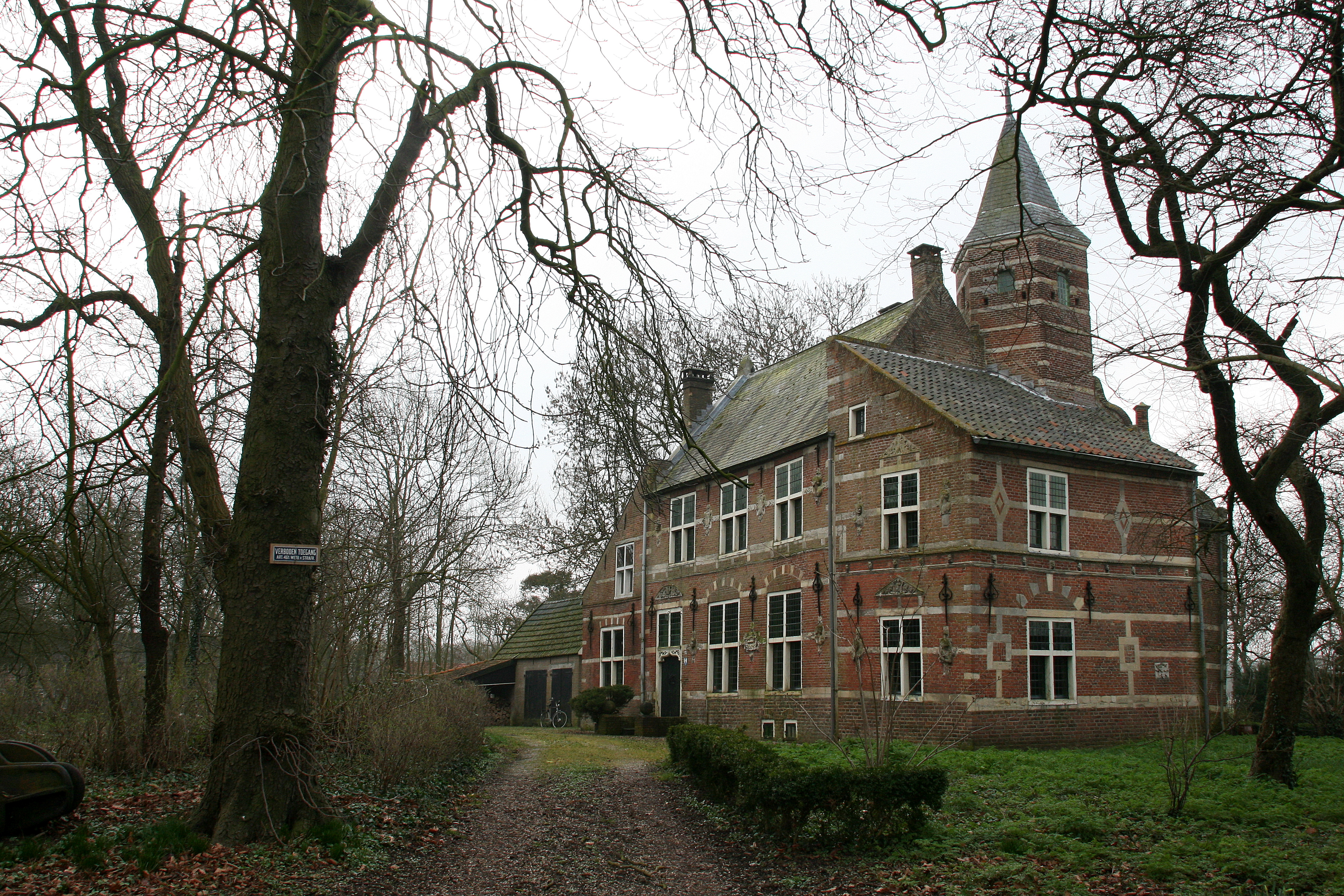
Schelluinen slott.

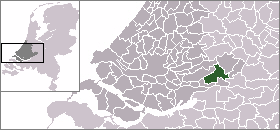
Lägeskarta

Giessenlanden är en historisk kommun i provinsen Zuid-Holland i Nederländerna. Kommunens totala area är 65,12 km² (där 1,55 km² är vatten) och invånarantalet är på 14 359 invånare (2004).